# Стюарт, Уолтер, граф Атолл
Уолтер Стюарт (англ. Walter Stewart; около 1360 — 26 марта 1437), граф Атолла (с 1404 года), Кейтнесса (с 1389), Стратерна (1389—1406, 1427—1437) — шотландский барон из рода Стюартов, претендент на престол Шотландии.
Уолтер был младшим сыном шотландского короля Роберта II от его второго брака с Ефимией, графиней Росса. После смерти своих старших братьев и их детей к 1426 году Уолтер стал ближайшим родственником и наследником короля Якова I. Однако рождение сына у короля в 1430 года уменьшило шансы Уолтера на престол. В то же время авторитаризм Якова I вызывал недовольство у крупных магнатов Шотландии. Граф Атолла имел и личные причины для неприязни к королю: в 1424 году Яков I отправил сына графа Атолла в Англию в качестве заложника уплаты Шотландией выкупа за короля. В английском плену сын Уолтера Стюарта скончался. Недовольство графа Атолла вызвали также условия передачи ему королём графства Стратерн в 1427 году, согласно которым наследники Уолтера Стюарта не получали прав на графство.
В результате к 1437 году Атолл оказался вовлеченным в заговор ряда шотландских баронов против короля Якова I. Во главе заговора стоял внук Уолтера сэр Роберт Стюарт. По его инициативе граф Атолл выдвинул свои претензии на престол Шотландии. Основания были следующими: отец Якова I, король Роберт III, был рождён до брака Роберта II с его первой женой, в то время как Уолтер Стюарт был безусловно законным сыном Роберта II от второго брака. Таким образом, граф Атолл имел возможность объявить короля Якова I узурпатором и потребовать престол Шотландии.
Ночью 21 февраля 1437 года заговорщики ворвались в королевский дворец в Перте. Король пытался бежать через канализационное отверстие в полу, однако оно оказалось закрытым. Заговорщики обнаружили и закололи безоружного Якова I.
Несмотря на определённое недовольство шотландских магнатов Яковом I, после его смерти бароны немедленно признали королём сына убитого короля малолетнего Якова II. Граф Атолл, его внук Роберт и другие заговорщики были арестованы и обезглавлены в Эдинбурге. Владения Уолтера Стюарта были конфискованы.